# Томский завод резиновой обуви
Томский завод резиновой обуви (ТЗРО) — предприятие по производству резиновой и специальной обуви и резино-технических изделий.
Предприятие расположено на проспекте Ленина, 217 (между Бердской улицей и железнодорожной веткой).

## История
Томский завод резиновой обуви создан в годы Великой Отечественной войны на базе эвакуированного в октябре 1941 года Московского завода «Красный богатырь».
Эвакуация завода (оборудования, трудящихся с семьями) совпала с периодом усиленных налетов неприятельской авиации на Москву, что усложнило работы по погрузке оборудования. Поэтому большая его часть прибыла в Томск в разукомплектованном виде. Впоследствии потребовались героические усилия, чтобы в суровых зимних условиях Томска обеспечить подбор узлов и деталей и доставку их к месту монтажа.
За несколько дней до прибытия в Томск первой партии оборудования и рабочих был разработан и утвержден Генеральный план завода. Завод был размещен в центре города, в неприспособленных помещениях – бывшие здания церкви,  торговой фирмы «Каучук», торговых складов, конюшни, каретного сарая. Коллектив приложил много труда для переустройства этих помещений под промышленные цели.
В конце января 1942 года в Томск прибыли и включились в работу конструкторы-проектировщики. Столов и стульев не было, вместо мебели и кульманов использовались ящики из-под оборудования. Уже 6 февраля 1942 года строительный отдел получил первые чертежи на строительно-монтажные работы электроподстанции, без которой силовое оборудование не могло быть запущено.
В строительстве и монтаже участвовали все без исключения рабочие, руководители, специалисты. Монтаж оборудования первой очереди был закончен через 5 месяцев после его прибытия. К этому времени было отремонтировано и сдано в эксплуатацию оборудование подготовительного, прессового, конфекционного (сборочного) цехов: каландры, вальцы, червячные прессы, конвейеры, элеваторы, вулканизационные котлы. Также была смонтирована необходимая для начала производства часть оборудования вспомогательных цехов: паровой котел, трансформаторная подстанция, временная водонасосная станция, компрессорная.
В мае 1942 года завод приступил к освоению и выпуску военной продукции для нужд Красной Армии. Организация была названа «Завод резинотехнических изделий», а с августа 1942 года это название было заменено на «Оборонный завод № 765».
В марте 1943 года был закончен монтаж тяжелого оборудования второй очереди (два вулканизационных котла) и запущено в эксплуатацию оборудование ряда вспомогательных цехов: второй компрессор, насос, два паровых котла. Несколько позже вступила в строй постоянная водонасосная станция.
Наращивание производства военной продукции сильно тормозилось перебоями в снабжении электроэнергией, топливом, текстильными и строительными материалами, комплектующими деталями, нехваткой рабочей силы. И все же выпуск продукции неуклонно увеличивался. Началась подготовка кадров в школе ФЗО ...
Война подходит к концу, и промышленность перестраивается на удовлетворение нужд тыла. Назрела необходимость изменения профиля завода. По указанию НарКомРезинПрома завод должен был освоить выпуск резиновой обуви - клееных галош. В октябре 1944 года началась подготовка завода к переходу на гражданскую продукцию, а в IV квартале этого года были смонтированы и сданы в эксплуатацию большой вулканизационный котел, карусельный стол для лакировки галош, элеватор для подачи деталей, транспортер, сушильный шкаф, два ленточных конвейера.
Освоение производства галош началось в ноябре 1944 года. Среднесуточный выпуск галош в то время составлял 400 - 800 пар.
Одновременно проводилась работа по оснащению вспомогательных цехов и обслуживающих хозяйств. В переоборудованных помещениях были организованы ремонтно-механический, литейный, строительный и электромонтажный цехи, а также склады для химикатов, текстилей, каучуков, для готовой продукции. Проложена ширококолейная железнодорожная ветка для доставки грузов на территорию завода и отправки готовой продукции.
Создавалась социальная сфера: оборудованы столовая, шесть рабочих общежитий, организованы ОРС, хлебный и продовольственный магазины, подсобное хозяйство, детский сад, здравпункт.
В 1945 году завод выпускал уже 30 000 пар галош в сутки. При ручном труде это требовало привлечения большого количества рабочих-клейщиц, которые готовились в школе ФЗО под руководством опытных мастеров.
Пятилетним планом завода на 1946-1950 гг., утвержденным НарКомРезинПромом, предусматривалась частичная реконструкция завода и доведение производства резиновой обуви до 35 000 пар в сутки.
В пятидесятые годы освоена технология производства формовой обуви, а также резинотехнических изделий для сельского хозяйства, машиностроения, авиастроения.
70-е и 80-е годы - годы интенсивного технического развития завода. Была проведена реконструкция завода с перебазированием мощностей из центра города на новую промышленную площадку по адресу пр. Ленина, 217. В ходе технического перевооружения мощностей обновлена основная часть парка вулканизационных прессов, освоены новые виды формовой обуви. Производство было оснащено новыми литьевыми агрегатами итальянского и немецкого производства. Освоена технология производства обуви методом жидкого формования из пенополиуретана. Была внедрена автоматизированная система управления производством. На заводе сконцентрировались все типы технологий по производству полимерной обуви, применявшиеся в мире. Для решения проблемы кадров были созданы производственные участки в пос. Самусь и Моряковка. В дер. Ущерб (пос. Итатка) создано подсобное сельское хозяйство завода. По сути - произошло второе рождение завода, но на современном для того времени уровне. В результате завод стал способен выпускать широкий ассортимент продукции:
·        обувь специального назначения - шахтерские, проходческие, масложиростойкие, кислотостойкие, термостойкие, рыбацкие формовые сапоги, нефтеморозостойкие формовые галоши;
·        формовые сапоги обыкновенные и галоши садовые;
·        клееные лакированные галоши восточных фасонов;
·        литьевая обувь из пластиката поливинилхлорида - сапоги и сапожки, прогулочная обувь;
·        формовые и неформовые резино-технические изделия различного назначения, сырые (товарные) резиновые смеси.
Все это позволило увеличить выпуск основной продукции - обуви - с 16 млн.пар в 1963 году до 24 млн.пар в 1990 году, что создало базу для успешной работы коллектива. Добиваясь высоких результатов, завод неоднократно выходил победителем во Всесоюзном социалистическом соревновании и в соревновании местных масштабов. Так, решением Министерства химической и нефтеперерабатывающей промышленности СССР и ЦК отраслевого профсоюза от 22.02.90 № 110/42 коллектив ТЗРО был признан победителем во всесоюзном социалистическом соревновании с присуждением переходящего Красного Знамени министерства. А еще ранее, в 1972 году в честь 50-летия образования СССР завод (один из немногих) был награжден Юбилейным Почетным Знаком ЦК КПСС, Президиума Верховного Совета СССР и ВЦСПС и памятным Красным Знаменем Томского обкома КПСС и облисполкома.
Заметным был вклад завода в развитие экономики Томской области. Общее количество рабочих мест, организованных заводом, позволяло занять достойно оплачиваемым трудом около шести тысяч человек. В 1990 году на заводе работали 5,6% от общего количества работников, занятых в промышленности области, и 8,7% от численности занятых в промышленности Томска. Подразделения завода размещались на 6 площадках в черте города и в трех сельских населенных пунктах области.
В том году 19,2% от общеобластного производства товаров народного потребления (ТИП) было изготовлено на ТЗРО. Это составило сумму 189 млн. руб. Из общей выручки от реализации ТИП 42 млн. руб. направлено в государственный бюджет в качестве налога с оборота. ТЗРО был одним из крупнейших в Томске плательщиков налогов.
За годы деятельности завода были построены следующие объекты социальной сферы, позднее (в ходе приватизации) переданные на муниципальный баланс (указана остаточная стоимость в оценке на 1 июля 1992 г.):
·        шесть детских учреждений (660 тыс. руб.);
·        жилищно-коммунальное хозяйство (5709 тыс. руб.);
·        база отдыха с пионерским лагерем (2468 тыс. руб.);
·        спортивный комплекс (395 тыс. руб.);
·        магазин «Эластик» (441 тыс. руб.);
·        магазин «Овощи» (139 тыс. руб.);
·        незавершенные строительством объекты социального назначения (21703 тыс. руб.).
К началу перестройки Томский завод резиновой обуви как государственное предприятие союзного подчинения, входившее в систему Министерства химической и нефтехимической промышленности СССР, был третьим предприятием отрасли по объемам производства обуви после ЛПО "Красный треугольник" (г.Санкт-Петербург) и МПО "Красный богатырь" (г.Москва), а в регионе восточнее Урала - самым крупным резино-обувным предприятием Советского Союза.
В период перестройки (в 1993 году) завод был из государственного предприятия преобразован путем приватизации в открытое акционерное общество (ОАО «ТЗРО»).
В эти сложные для всей российской промышленности годы судьба предприятий отрасли складывалась по-разному, но все они многократно снизили объемы своего производства. Столичные «Красный богатырь» и «Красный треугольник» были закрыты и в 2002 году уже не производили продукцию. В целом по России производство полимерной обуви в 2004 году сократилось против 1990 года в 10 раз.
На этом фоне среди крупнейших предприятий отрасли Томский завод выглядел наиболее удовлетворительно. Его доля в общероссийском производстве полимерной обуви в 2004 году составила 25,4% против 19,7% в 1990 году.
Распад Союза, смена общественно-политического строя, отказ от плановой командно-административной системы, объявление перехода к рыночной экономике, разгосударствление и приватизация государственной собственности - все эти бурные процессы не миновали и ТЗРО.
До 1992 года завод работал устойчиво. В условиях нестабильной финансовой системы в стране коллектив завода дольше многих других предприятий поддерживал уровень производства и занятость персонала, но полностью избежать последствий перемен в окружающей экономической среде было невозможно. К концу 1994 года ОАО «ТЗРО» оказалось в тяжелом финансовом положении, так как в условиях высокой инфляции унаследованные от госпредприятия и новые долги общества нарастали лавинообразно.
Совет директоров нашел в рамках существующего законодательства возможность избежать полной остановки производства за счет разделения завода на дочерние предприятия (ДАО) с самостоятельными счетами, свободными от долгов (долги были оставлены на балансе материнской компании). Реорганизация структуры была проведена с начала 1995 года. Отношения с ДАО были построены на основе договора аренды основных средств (также оставленных на балансе ОАО «ТЗРО»), а временно - договора о совместной деятельности.
Одновременно, по инициативе областной администрации, к заводу были применены меры финансового оздоровления, предусмотренные законодательством о банкротстве. С мая 1995 г. по июль 1997 г. было назначено внешнее управление имуществом ОАО «ТЗРО» с введением моратория на удовлетворение требований кредиторов. Своим определением от 25 июля 1997 г. Томский областной арбитражный суд счел цель внешнего управления достигнутой и прекратил производство по делу о несостоятельности (банкротстве) ОАО «ТЗРО».
Так был пройден один из самых опасных моментов заводской истории.
Далее, в течение следующих лет, осуществлялась периодическая реструктуризация общества. Главным направлением новых преобразований было: а) объединение всего производства в рамках одного юридического лица; б) концентрация в одних руках основных финансовых потоков. 
Руководство завода уделяет внимание вопросам технического развития производства, освоения новых видов продукции. 
в 2004 году начато производство сапог арт. С 220 с повышенными теплоизоляционными качествами («Арктика»), которых в 2006 году реализовано на сумму почти 5 млн. руб.;
в 2005 году освоено производство тапочек для купания из ПВХ. 
в 2006 начат выпуск сапог комбинированных арт. С 230 (обувь для силовых и охранных структур «Комбат»), которых продано на 6,3 млн. руб.; изготовлено резиновых сегментов для монтажа ограничителей скорости транспорта на опасных участках автодорог на сумму 1 млн. руб. 
в  2009 году начат выпуск новой модели мужских двухцветных сапог из ПВХ. 
На базе двухцветных мужских сапог в 2011 году запущено производство рыбацких сапог с высоким мягким голенищем, они отвечают всем современным требованиям. За последние годы освоена целая гамма обуви специального назначения: сапоги термостойкие, шахтерские, горняцкие, нефте-масло-жиростойкие, кислото-щелочестойкие и т.д.
В 2010 году ТЗРО награжден золотой медалью за качество на Межрегиональном конкурсе «Лучшие товары и услуги Сибири – Гемма – 2010», по результатам заключения независимой экспертной комиссии наивысшую оценку получила продукция  - галоши резиновые клееные лакированные – садово-огородные и азиатского исполнения.
Продукция завода участвует в выставках и ярмарках регионального, федерального и международного значения, где представляет обувь  для рыболовов, охотников, сотрудников силовых структур и спасательных служб, а так же новинки ассортимента и проверенная временем обувь – «Арктика», «Комбат», «Тайфун», ударозащитные резиновые сапоги. Завод неоднократно награждался различными дипломами и наградами, в том числе - диплом «За большой вклад в формирование национального рынка товаров отечественного производства» (за подписью заместителя Министра промышленности, науки и технологий РФ), и диплом от Российского фонда защиты прав потребителей и общественного экспертного Совета смотров «Лучший в России».
«Томский завод резиновой обуви» в настоящее время предоставляет около шестисот рабочих мест. На территории завода по – прежнему действуют общежитие, рабочие столовые, здравпункт. Активно участвует в жизни завода Совет ветеранов. Задолженности по заработной плате перед рабочими завод не имеет. Объемы производства и реализации позволяют заводу занимать  верхние строки в рейтинге по объемам производства обуви из резины и второе место в России по производству галош. Продукция экспортируется в страны ближнего зарубежья – Казахстан, Киргизию, Узбекистан.

## Ведущие сотрудники
- Шанаев К. Н. — первый директор
- Дулепов И. И. — гл. механик
- Замятин Б. Р. — ст. конструктор
- Фролова П. Ф.[1]
- Лаврова А. И. — бригадир[2]